# アブー・ドゥラフ・モスク
アブー・ドゥラフ・モスク（アラビア語: جامع أبو دلف）は、イラクのサーマッラーにあるモスク。アッバース朝の10代目カリフであるムタワッキルによって859年または860年から861年3月にかけて造成された。同じくムタワッキルによって造成されたサーマッラーの大モスクに次いで世界2位の面積を持つ。このモスクの完成後すぐにムタワッキルが暗殺されたことで放棄され、全く手が付けられずアッバース朝時代のまま現在まで残っている貴重な遺跡である。

## 歴史
アッバース朝の都は長きにわたりバグダードに置かれていたが、10代目カリフであるムタワッキルの時代にはバグダードの北方130㎞にあるサーマッラーに都がおかれていた。ムタワッキルはサーマッラーの都市建設に力を入れ、851年には世界最大の面積を持つモスクであるサーマッラーの大モスクを完成させた。それに引き続いてムタワッキルは、859年または860年、ジャーファリーア地区に新たなモスクの建設を命じた。モスクは861年3月に完成し、ムタワッキルは住居をこのモスクに置いた。しかし、ムタワッキルはわずか9か月後の861年12月に息子のムンタスィルに暗殺され、このモスクは放棄された。20世紀初頭にはドイツの調査団が、1940年代にはイラクの考古局が調査を行った。

## 建築
アブー・ドゥラフ・モスクの本体の外壁は東西135m、南北213mであり、中庭は104m×156mである。これはあくまでモスク本体の外壁であり、これらを囲むかたちで350m×362mの外壁がある。外壁の厚さは1.6mであり、サーマッラーの大モスクと同様に塔状の張り出し部分が存在する。柱列はカーバ神殿に面するキブラ壁の1列を除いてすべてがキブラ壁に対して垂直になっている。ミフラーブの正面の柱列は他の柱列の幅よりも広く、柱列の様子は上から見るとちょうどT字型になっている。柱は焼き煉瓦で出来ており、屋根の高さは8mである。カーバ神殿の反対側に当たる外壁の外にはサーマッラーの大モスクのようならせん状のミナレットがあり、預言者のモスクに代表される古典型のモスクである。

## 世界遺産登録
アブー・ドゥラフ・モスクは2007年に「都市遺跡サーマッラー」として世界遺産に登録されたが、当時のイラクの政情下では維持や保存活動が困難であるとされ、世界遺産登録と同時に危機にさらされている世界遺産に登録された。

### 登録基準
この世界遺産は世界遺産登録基準のうち、以下の条件を満たし、登録された（以下の基準は世界遺産センター公表の登録基準からの翻訳、引用である）。
- (2) ある期間を通じてまたはある文化圏において、建築、技術、記念碑的芸術、都市計画、景観デザインの発展に関し、人類の価値の重要な交流を示すもの。
- (3) 現存するまたは消滅した文化的伝統または文明の、唯一のまたは少なくとも稀な証拠。
- (4) 人類の歴史上重要な時代を例証する建築様式、建築物群、技術の集積または景観の優れた例。

## ギャラリー

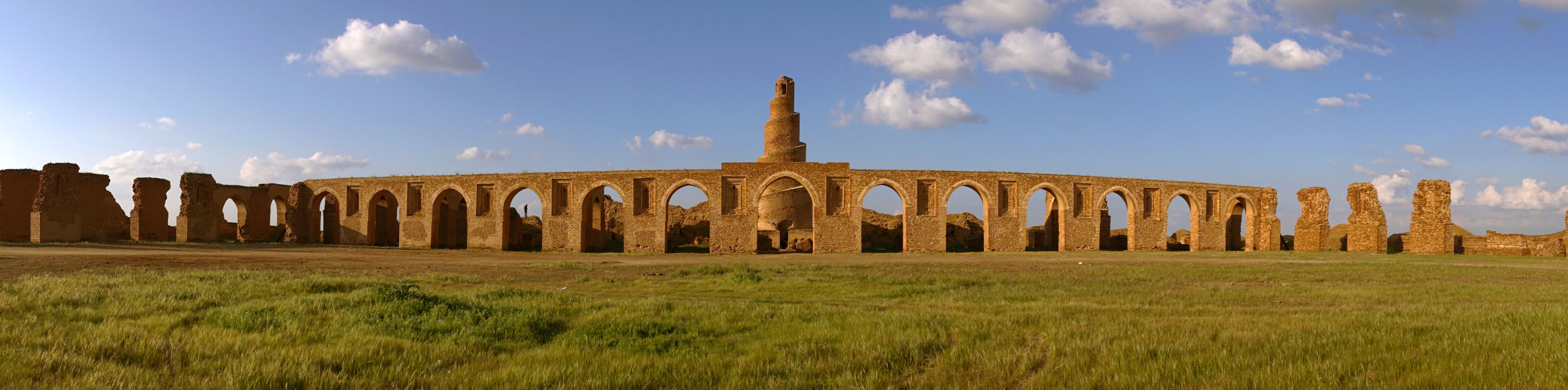
南からモスクを望む
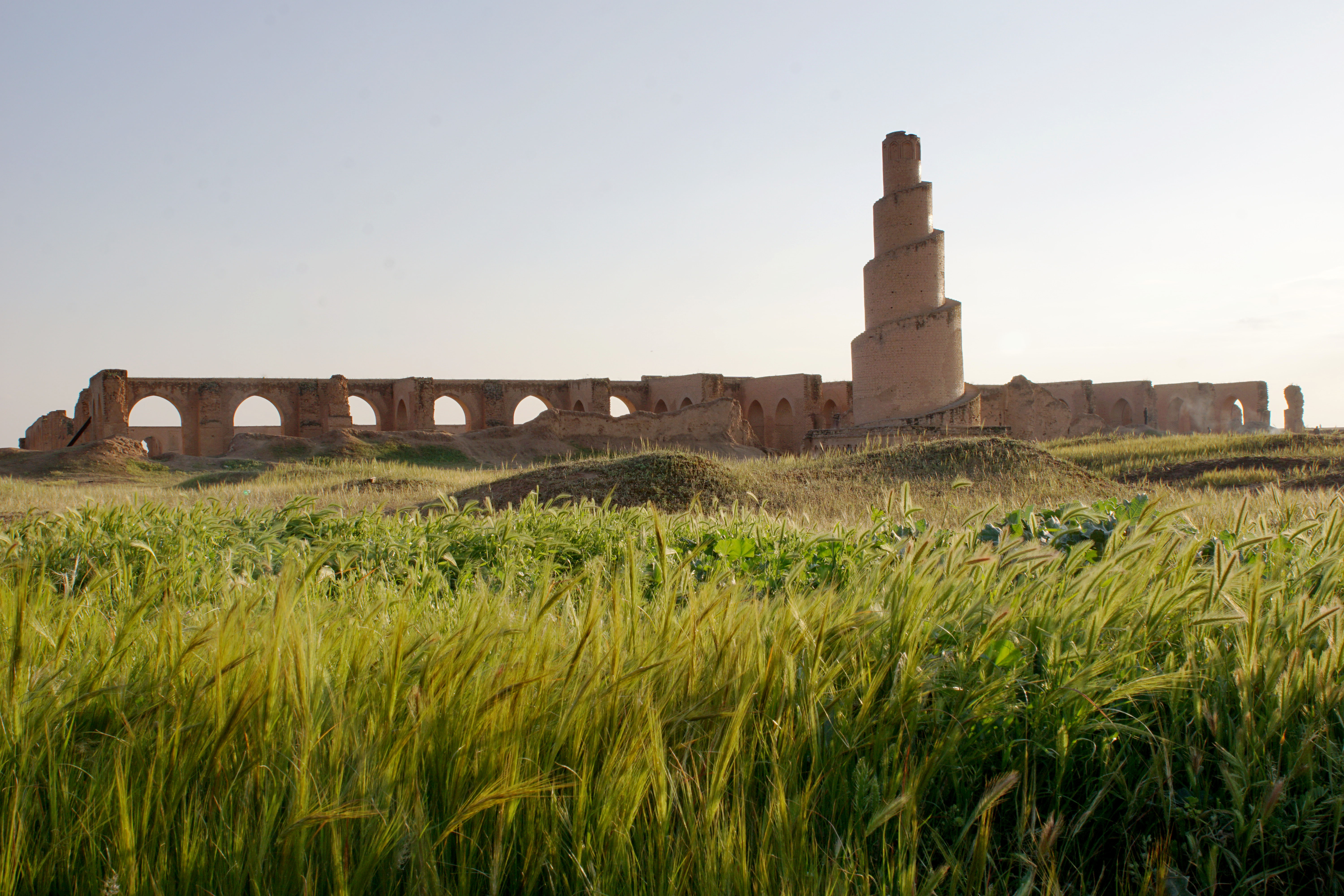
北からモスクを望む
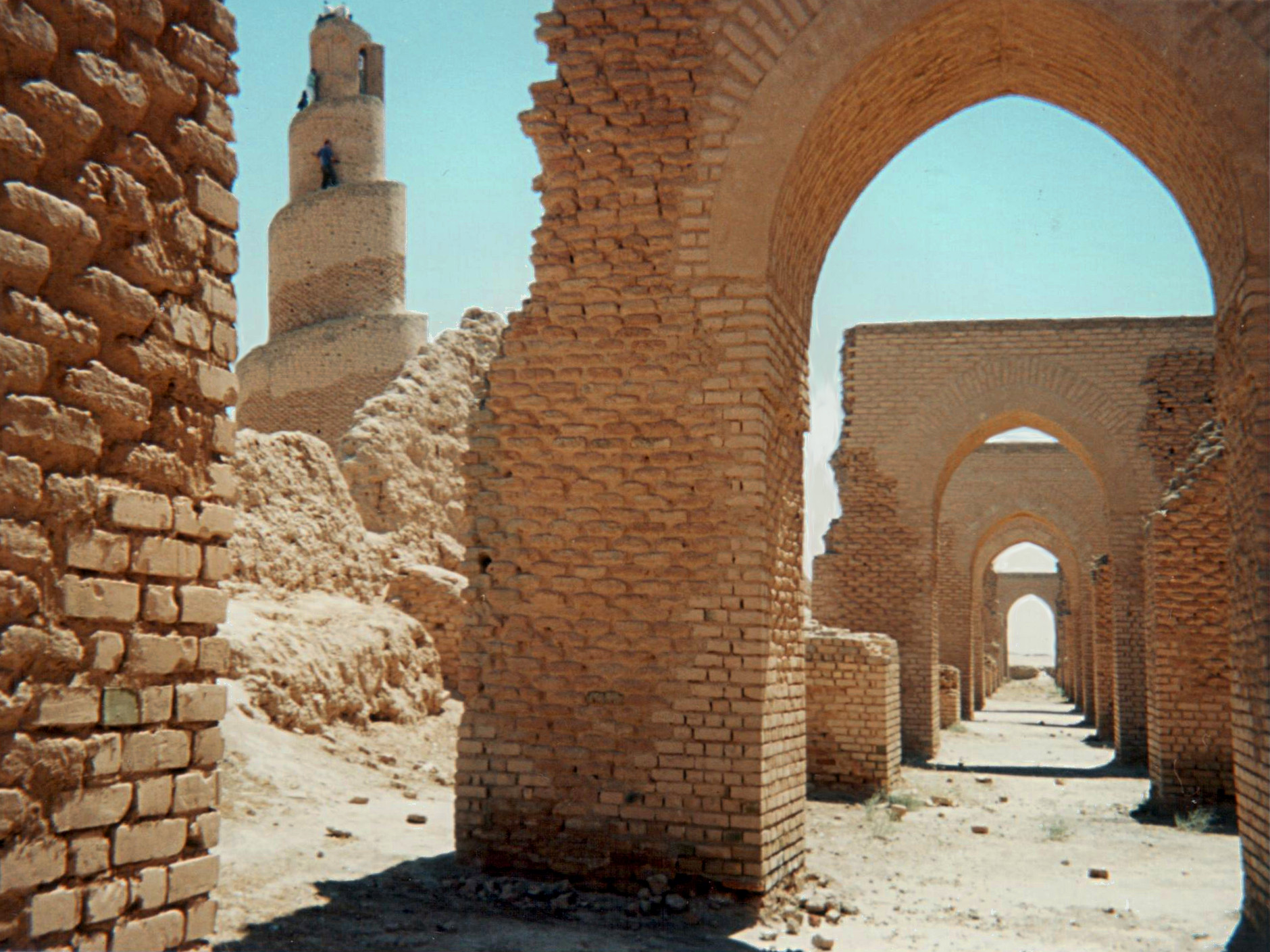
モスクの内部。焼き煉瓦製の柱が見られる。